# Chaiyawat Buran
Chaiyawat Buran (tiếng Thái: ชัยวัฒน์ บุราณ; sinh ngày 26 tháng 10 năm 1996), là một cầu thủ bóng đá người Thái Lan thi đấu ở vị trí tiền vệ chạy cánh trái / hậu vệ chạy cánh trái cho câu lạc bộ Giải bóng đá Ngoại hạng Thái Lan Port và đội tuyển quốc gia Thái Lan.

## Sự nghiệp quốc tế
Năm 2017, anh thi đấu cho U-23 Thái Lan tại Dubai Cup ở Các Tiểu vương quốc Ả Rập Thống nhất.Ngày 6 tháng 6 năm 2017, anh thi đấu cho Thái Lan trong trận đấu giao hữu trước Uzbekistan.
Vào tháng 8 năm 2017, anh đoạt chức vô địch Bóng đá tại Đại hội Thể thao Đông Nam Á 2017 với U-23 Thái Lan.

## Bàn thắng quốc tế

### U-23
| Chaiyawat Buran – bàn thắng cho U-23 Thái Lan | Chaiyawat Buran – bàn thắng cho U-23 Thái Lan | Chaiyawat Buran – bàn thắng cho U-23 Thái Lan | Chaiyawat Buran – bàn thắng cho U-23 Thái Lan | Chaiyawat Buran – bàn thắng cho U-23 Thái Lan | Chaiyawat Buran – bàn thắng cho U-23 Thái Lan | Chaiyawat Buran – bàn thắng cho U-23 Thái Lan   | Chaiyawat Buran – bàn thắng cho U-23 Thái Lan |
| #                                             | Ngày                                          | Địa điểm                                      | Đối thủ                                       | Tỉ số                                         | Kết quả                                       | Giải đấu                                        |                                               |
| --------------------------------------------- | --------------------------------------------- | --------------------------------------------- | --------------------------------------------- | --------------------------------------------- | --------------------------------------------- | ----------------------------------------------- | --------------------------------------------- |
| 1.                                            | 19 tháng 7 năm 2017                           | Băng Cốc, Thái Lan                            | Mông Cổ                                       | 1–0                                           | 1–1                                           | Vòng loại Giải vô địch bóng đá U-23 châu Á 2018 |                                               |
| 2.                                            | 15 tháng 8 năm 2017                           | Shah Alam, Malaysia                           | Indonesia                                     | 1–0                                           | 1–1                                           | Đại hội Thể thao Đông Nam Á 2017                |                                               |
| 3.                                            | 9 tháng 12 năm 2017                           | Buriram, Thái Lan                             | Nhật Bản                                      | 2–1                                           | 2–1                                           | Cúp M-150 2017                                  |                                               |

## Danh hiệu

### Câu lạc bộ
Muangthong United
- Giải bóng đá vô địch quốc gia Thái Lan (1): 2016
- Cúp Liên đoàn bóng đá Thái Lan (1): 2016

Chiangrai United
- Giải bóng đá vô địch quốc gia Thái Lan (1): 2019
- Cúp FA Thái Lan (2): 2017, 2018
- Cúp Liên đoàn bóng đá Thái Lan (1): 2018
- Siêu Cúp Thái Lan (2): 2018, 2020

### Quốc tế
U-23 Thái Lan
- Sea Games  Huy chương Vàng (1); 2017
- Dubai Cup (1): 2017

U-21 Thái Lan
- Nations Cup (1): 2016